# 今日の琉球

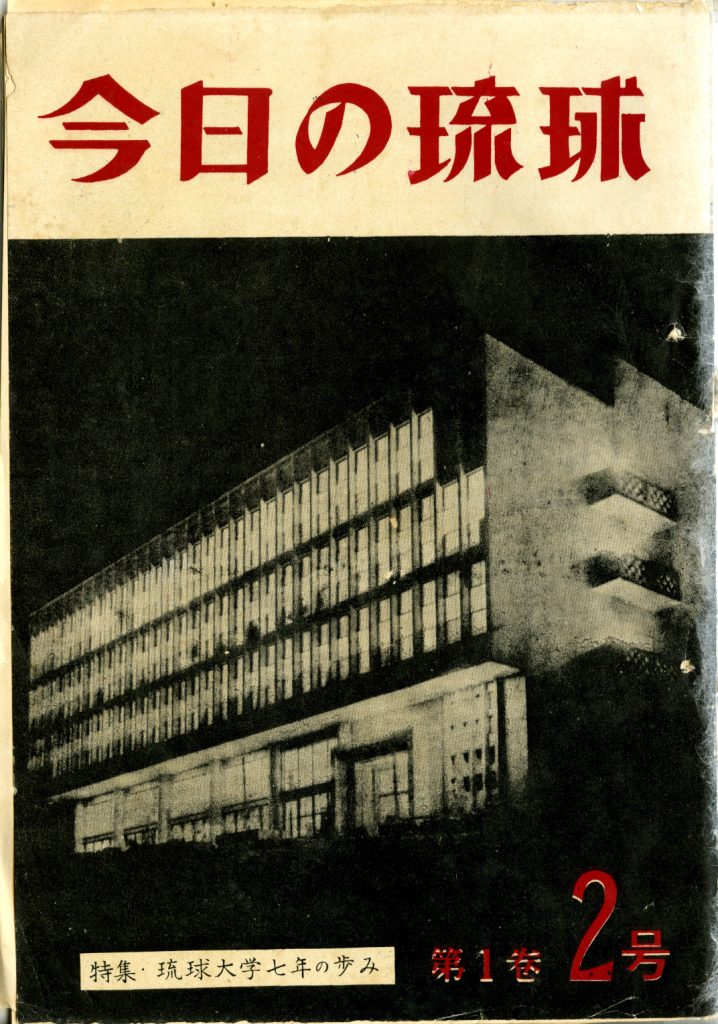
牧港補給地区補助施設で米陸軍第7心理戦部隊が編集していた雑誌『今日の琉球』。創刊号は1957年。無料で配布されていた。(沖縄県公文書館所蔵)

『今日の琉球』（こんにちのりゅうきゅう）は、沖縄県がアメリカ合衆国の占領下にあった1957年10月から1970年1月までの間、当時の米国民政府が発行した広報グラフ誌である。
当時の沖縄の実情、現状をレポートした日本語雑誌だった。日本本土にも読者がいた。
目次の末尾には毎号、「なお本誌の記事は必ずしも米国民政府の見解や方針を表わすものではありません」と記載されていた。
2013年に不二出版より、「今日の琉球復刻版」（全12巻+別冊1。収録は創刊号（1957年10月）～第14巻第1号（1970年1月）までで、原則として1年1冊）が出版された。